# Sigambra setosa
Sigambra setosa är en ringmaskart som beskrevs av Fauchald 1972. Sigambra setosa ingår i släktet Sigambra och familjen Pilargidae. Inga underarter finns listade i Catalogue of Life.